# Ephedra torreyana
Ephedra torreyana är en kärlväxtart som beskrevs av Sereno Watson. Ephedra torreyana ingår i släktet efedraväxter, och familjen Ephedraceae.

## Underarter
Arten delas in i följande underarter:
- E. t. powelliorum
- E. t. torreyana

## Bildgalleri

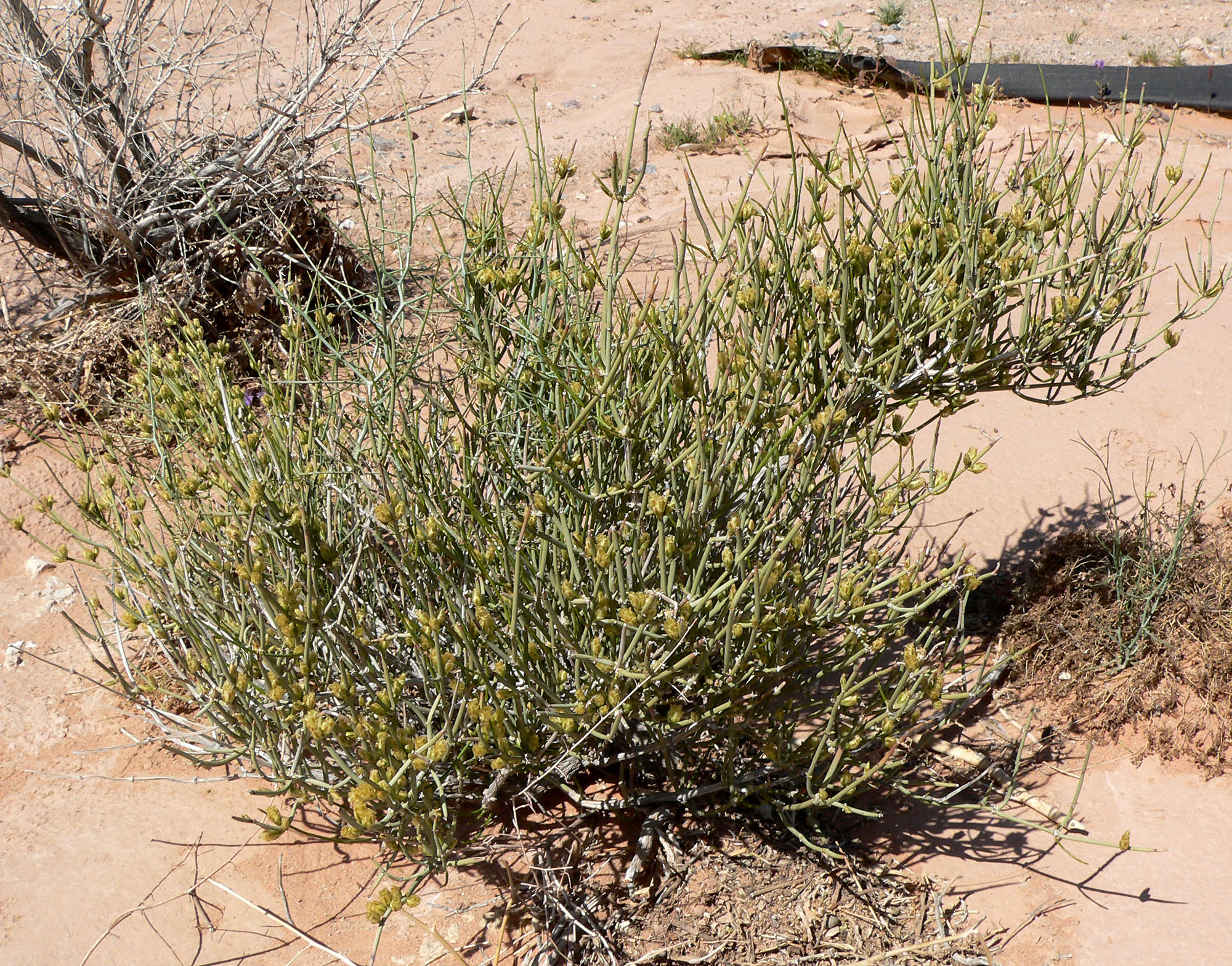
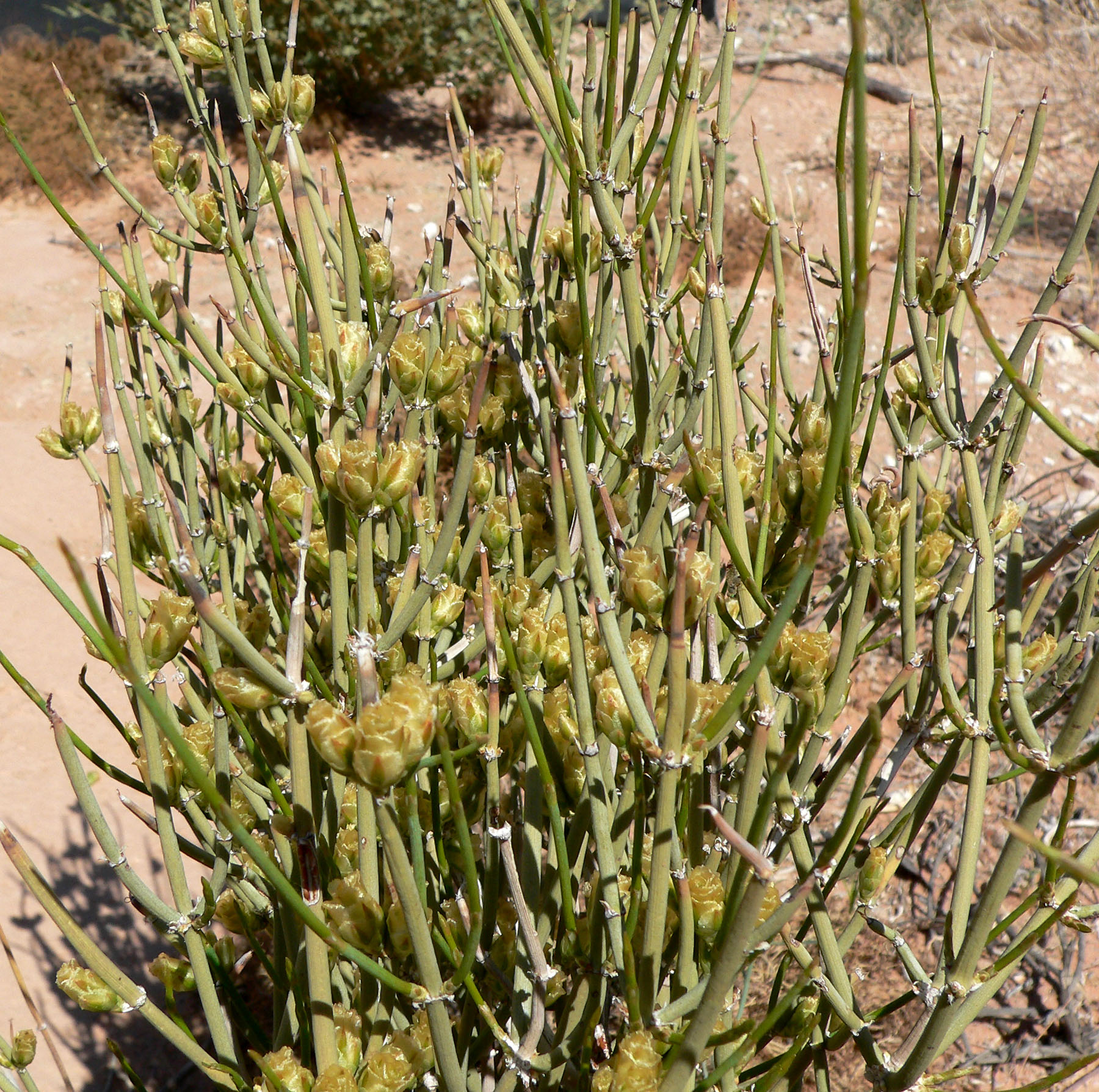
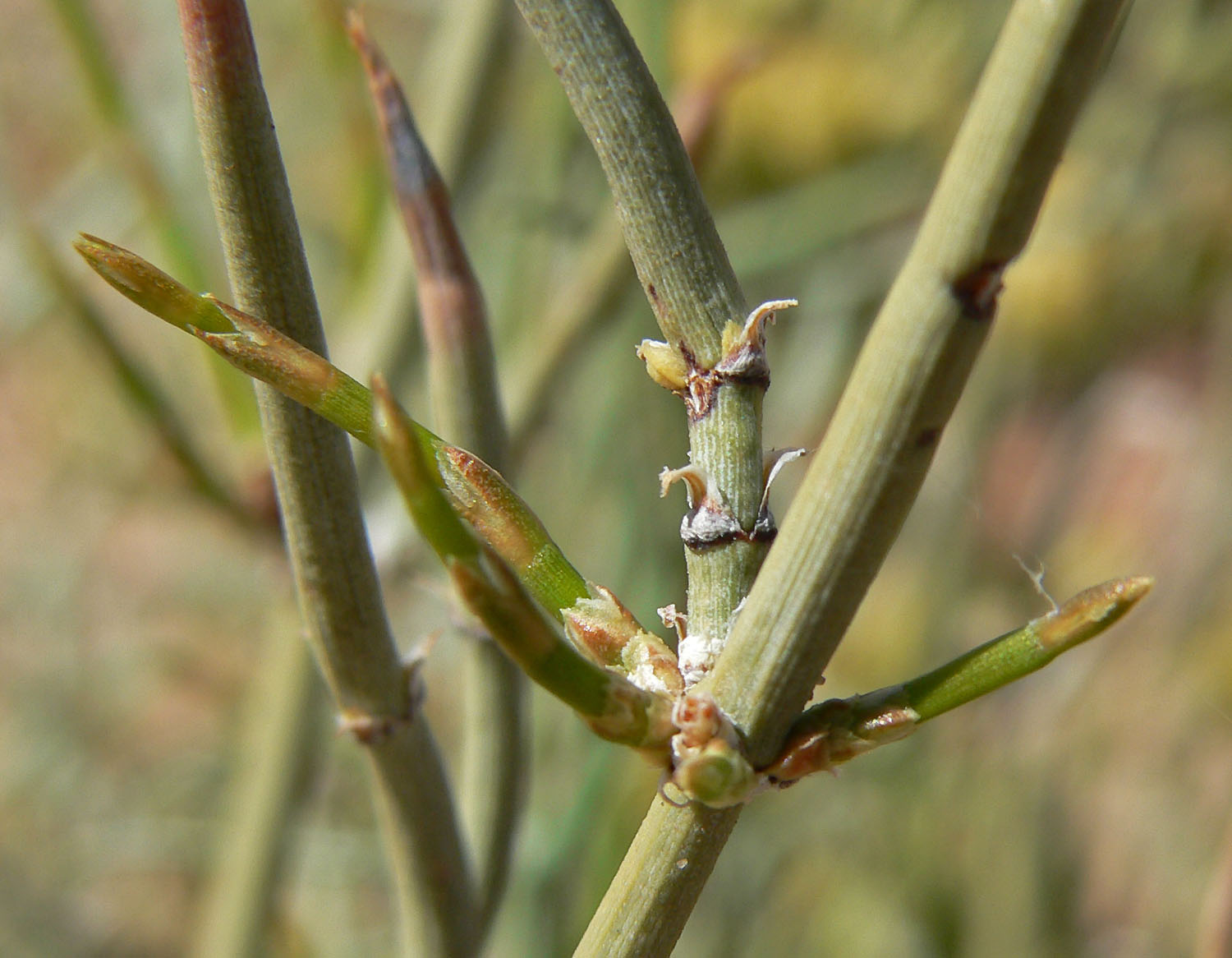
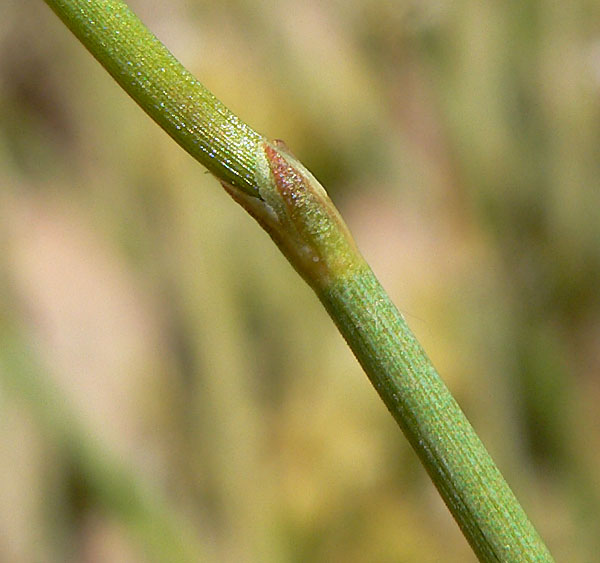
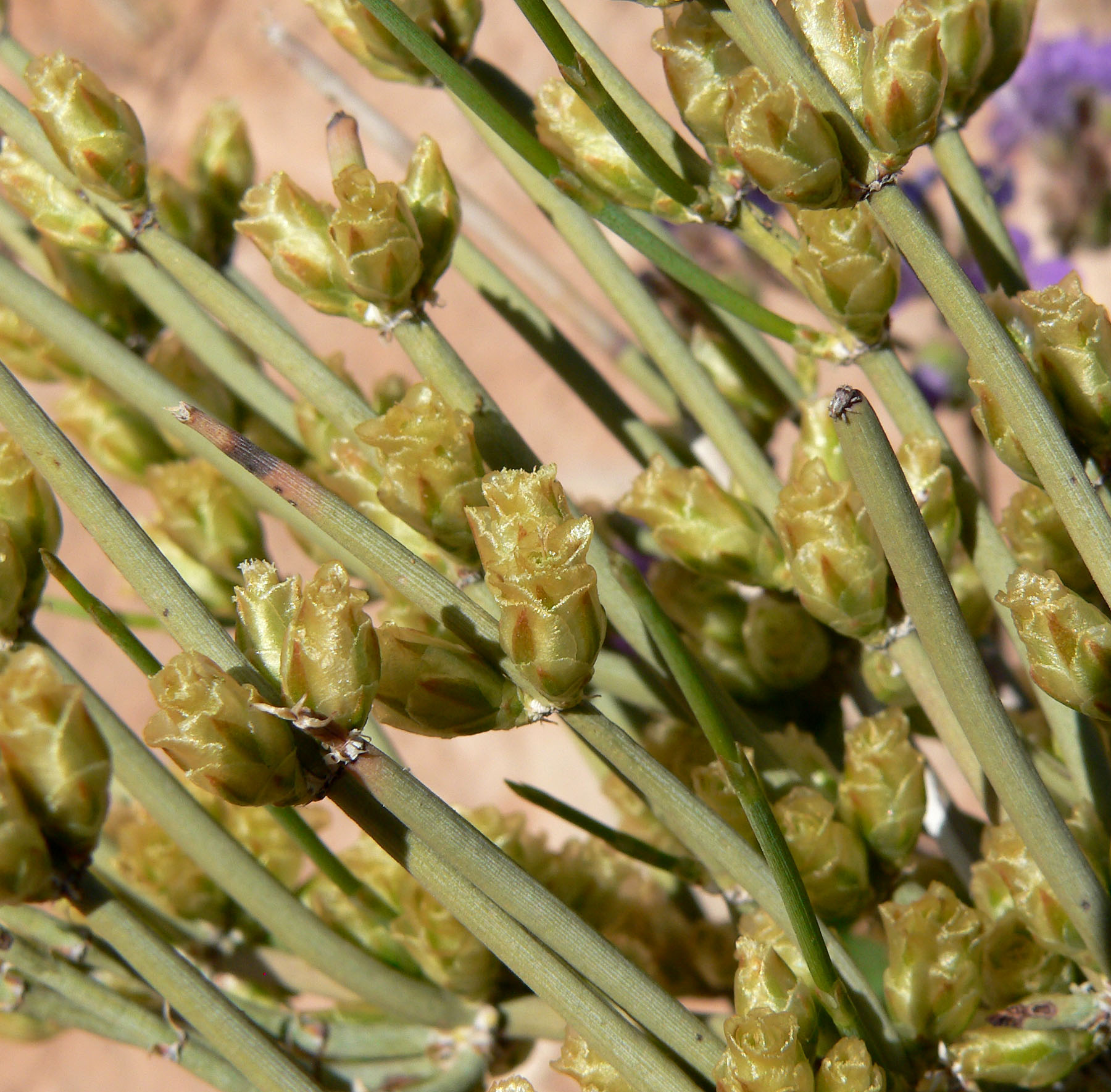
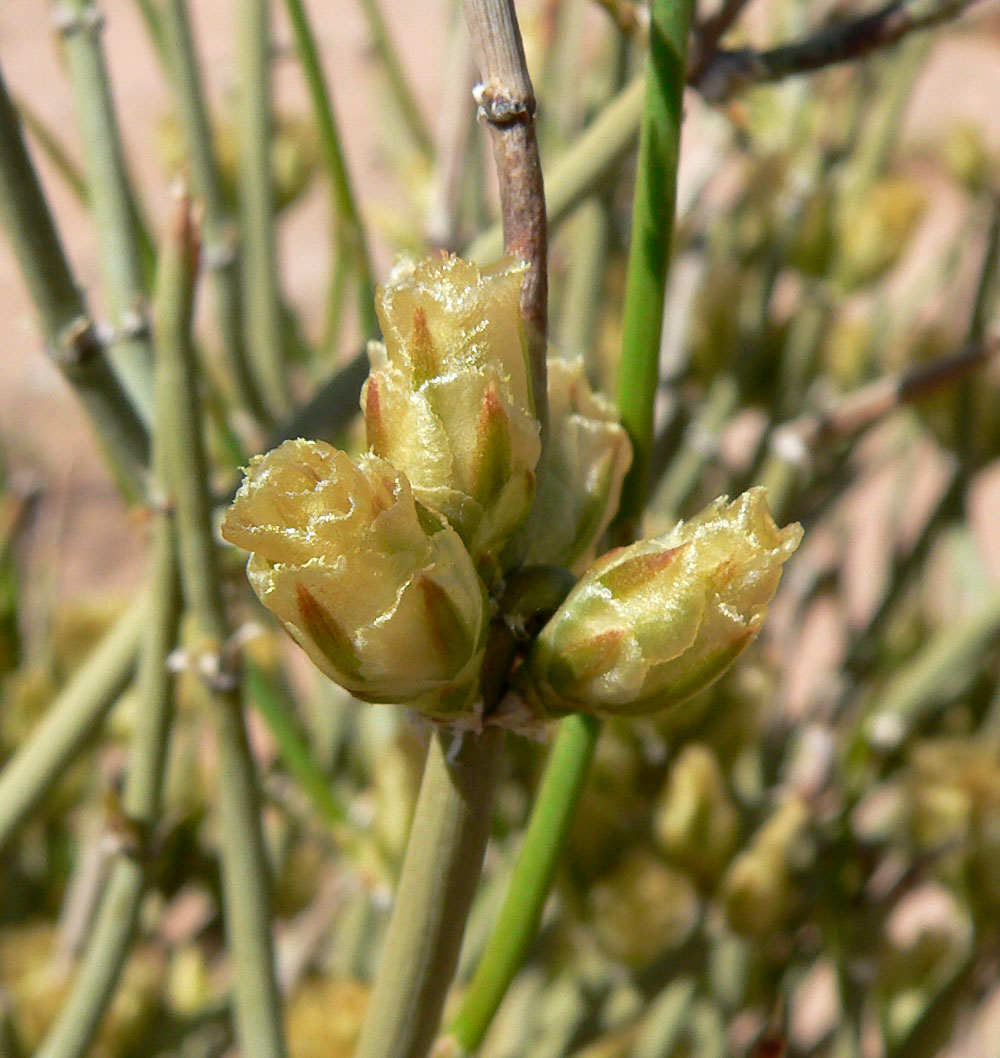